# Primarias del Partido Republicano de 2012 en Nueva Jersey
Las Primarias del Partido Republicano de 2012 en Nueva Jersey se hicieron el 5 de junio de 2012. Las Primarias del Partido Republicano fueron unas Primarias, con 50 delegados para elegir al candidato del partido Republicano para las elecciones presidenciales de Estados Unidos de 2012.  En el estado de Nueva Jersey estaban en disputa 50 delegados.

## Elecciones

### Resultados
| Primarias Republicanas de Nueva Jersey de 2012 | Primarias Republicanas de Nueva Jersey de 2012 | Primarias Republicanas de Nueva Jersey de 2012 | Primarias Republicanas de Nueva Jersey de 2012 |
| Candidato                                      | Votos                                          | Porcentaje                                     | Delegados                                      |
| ---------------------------------------------- | ---------------------------------------------- | ---------------------------------------------- | ---------------------------------------------- |
| Mitt Romney                                    | 184,732                                        | 81.3%                                          | 50                                             |
| Ron Paul                                       | 23,612                                         | 12.78%                                         | 0                                              |
| Rick Santorum (retirado)                       | 11,892                                         | 5.2%                                           | 0                                              |
| Newt Gingrich (retirado)                       | 7,094                                          | 3.1%                                           | 0                                              |
| Delegados comprometidos:                       | Delegados comprometidos:                       | Delegados comprometidos:                       | 3                                              |
| Total:                                         | 227,330                                        | 100%                                           | 50                                             |